# 黃偉晉
黃偉晉（Wayne Huang Weijin，1990年03月23日—），臺灣男歌手、演員、主持人。具有阿美族血統。畢業於新北市致理科技大學企業管理學系。粉絲名為「小鋼盔」。在2012年12月7日與宏正、子閎、明組成臺灣男子團體SpeXial正式出道，在團內擔任主唱。除了團體之外，截至2023年4月1日已發行1張個人專輯、1張個人EP。現為《娛樂百分百》節目主持人、目前為男子團體五堅情成員。

## 演藝發展

### 《超級星光大道》
2009年，黃偉晉參與第六屆《超級星光大道》獲得第八名的成績，有「鋼盔小王子」之稱。粉絲名字也叫小鋼盔，在星光大道期間，粉絲名字叫圍巾。

### SpeXial
2012年至2019年間，擔任團體SpeXial主唱。同期參與多部《終極系列》作品的演出，飾演該系列主要角色「止戈」。
2014年4月11日，推出首支獨唱單曲《換一個心動》，為劇集《終極X宿舍》之插曲。
2017年下半年，在參與台灣偶像劇《搖滾畢業生》擔任男主角「池中旭」，並負責演唱劇中多首插曲。拍攝期間，與同劇演員、新加坡籍歌手邱鋒澤共同創作單曲《斷訊》，於同年11月1日推出。並於12月10日推出《斷訊》抒情版本。
2018年1月，加入《娛樂百分百》擔任主持工作，此前亦有與SpeXial其他成員一同擔任《娛樂百分百》代班主持人。
2018年3月23日，偉晉生日當天在Facebook宣布即將在當兵前，於5月27日舉辦首次個人音樂會「黃偉晉灰%音樂會」。
2018年9月3日至2019年8月12日入伍當兵，退伍後在9月19日宣布已與可米合約結束，正式退出SpeXial。隨後專注於《娛樂百分百》的主持工作，在節目中的凹嗚狼人殺單元以突出的表現而廣受注目，統計從單元開播至2023年4月1日，共獲得43次MVP的殊榮，成為MVP次數第三多的玩家，並且獲得1次冠軍頭銜：包含1次「總冠軍」（2022年度總冠軍）。

### 四堅情、五堅情
2019年11月，宣布與陳零九、邱鋒澤和賴晏駒組成限定男團《W0LF四堅情》。
11月19日，所屬團體《W0LF四堅情》推出單曲《兵變》。
2019年12月3日，首支個人創作單曲《北極光》推出。
2020年3月23日，在30歲生日當天，正式發行個人首張EP《背光旅行》。
7月14日，所屬團體《W0LF四堅情》加入婁峻碩拓編成《W0LF(S)五堅情》，並推出單曲《All Day》。
8月7日、8月8日，舉辦個人音樂會「黃偉晉 背光旅行 音樂會」。
8月9日，《背光旅行》在YouTube突破100萬觀看次數，成為個人首支百萬音樂MV。
12月3日，於社交平台宣布與邱鋒澤將推出第二首共同創作單曲《呼哈》，後公布該單曲實名為《潛台詞》，MV於同月15日首播。
2021年2月3日，宣布於同年6月12日與《Voice Up 讚聲》合作舉辦《2021 Voice Up Concert 讚聲演唱會》。
3月21日，舉辦個人生日會「《Lullaby 啦啦唄》生日音樂會」。
5月10日，公布《2021 Voice Up Concert 讚聲演唱會》本次的主題「暗室說 DARK ROOM」，正名為「黃偉晉 暗室說 讚聲音樂會」。
5月12日，宣布因應配合最新防疫政策，原本於6月12日舉辦《黃偉晉 暗室說 讚聲音樂會》將延期至7月15日舉行。
6月8日，宣布因應配合最新防疫政策，原本於7月15日舉辦《黃偉晉 暗室說 讚聲音樂會》將2度延期至8月17日舉行。
7月7日，宣布因應配合最新防疫政策，原本於8月17日舉辦《黃偉晉 暗室說 讚聲音樂會》將3度延期至11月26日舉行。
11月7日，於個人社交平台宣布將在12月20日發行個人首張正規專輯《CreaLife》。
12月17日，於個人社交平台宣布個人首張正規專輯《CreaLife》實體發售日延至同月24日，但數位時間為同月20日發行。
2022年1月5日，宣布將在3月19、20日舉辦首張個人專輯《CreaLife》專輯簽唱會。
3月31日，在社交平台宣布，將在5月29日舉辦個人首張專輯《CreaLife》台北演唱會「CreaLife Live Tour」。
5月5日，在社交平台宣布，個人首張專輯《CreaLife》台北演唱會「CreaLife Live Tour」因應配合最新防疫政策延期至9月18日舉辦。
9月18日，於個人首張專輯《CreaLife》台北演唱會「CreaLife Live Tour」宣布11月12日在高雄後台、11月13日到台中Legacy開唱，門票9月24日開賣。
12月24日，先前開直播的內容被網友剪接製作成聖誕節交換禮物迷因，掀起一陣潮流，許多演藝圈名人也相繼模仿，甚至被製作成防治家庭暴力的宣導圖。

## 主持作品

### 電視
| 時間                           | 節目                              | 播出頻道        | 備註                           |
| ------------------------------ | --------------------------------- | --------------- | ------------------------------ |
| 2015年1月21日－2016年12月9日   | 娛樂百分百                        | 八大電視        | 代班主持                       |
| 2016年9月17日－2016年11月5日   | 全球中文音樂榜上榜                | TVBS歡樂台/TVB8 | 嘉賓主持人                     |
| 2017年6月6日－2020年5月5日     | PlayStation 玩樂DNA               | 麥卡貝網路電視  | 主持                           |
| 2018年1月16日－                | 娛樂百分百                        | 八大電視        | 主持                           |
| 2021年10月5日－2021年10月12日  | 食尚玩家-單元《魚肉鄉民》         | TVBS歡樂台      | 代班主持                       |
| 2021年10月12日、2021年10月26日 | 食尚玩家 - 網路單元《食尚新零駒》 | Youtube         | 代班主持                       |
| 2023年6月18日、6月25日         | 第34屆金曲獎GMA Heat入圍就是肯定  | 台視            | 搭檔陳明珠                     |
| 2024年2月9日                   | 2024超級巨星紅白藝能大賞          | 臺視            | 搭檔Lulu、莎莎、許富凱、陳明珠 |
| 2024年6月22日、6月23日         | 第35屆金曲獎GMA Heat入圍就是肯定  | 台視            | 搭檔陳明珠                     |
| 2025年1月28日                  | 2025超級巨星紅白藝能大賞          | 臺視            | 搭檔Lulu、陳明珠               |

### 實境秀
| 年份   | 節目單元              | 備註    |
| ------ | --------------------- | ------- |
| 2020年 | 娛樂百分百-叮咚五堅情 | 第1-3季 |
| 2022年 | 來吧！營業中          | 來賓    |
| 2023年 | 哈囉！毛小孩          | 實習生  |

### 頒獎典禮
| 年份          | 節目                         | 頻道 | 備註       |
| ------------- | ---------------------------- | ---- | ---------- |
| 2023年7月1日  | 第34屆金曲獎頒獎典禮星光大道 | 台視 | 搭檔陳明珠 |
| 2023年9月2日  | 第18屆KKBOX風雲榜頒獎典禮    | 華視 | 個人主持   |
| 2024年6月29日 | 第35屆金曲獎頒獎典禮星光大道 | 台視 | 搭檔陳明珠 |
| 2025年4月19日 | 第20屆KKBOX風雲榜頒獎典禮    | 公視 | 個人主持   |
| 2025年6月28日 | 第36屆金曲獎頒獎典禮星光大道 | 台視 | 搭檔陳明珠 |

## 音樂作品

### spexial時期正規專輯
- 2012年：《SpeXial》
- 2014年：《Break it down》
- 2015年：《Dangerous》
- 2016年：《Boyz On Fire》
- 2017年：《Buddy Buddy》

### spexial時期迷你專輯
- 2015年：《Love Killah》

### EP
| 專輯 # | 專輯名稱     | 發行公司 | 發行日期      | 曲目                                     |
| ------ | ------------ | -------- | ------------- | ---------------------------------------- |
| 1st    | 《背光旅行》 | 愛貝克思 | 2020年3月23日 | 曲目 1. 北極光 2. 背光旅行 3. 我還相信我 |

### 正規專輯
| 專輯 # | 專輯名稱     | 發行公司 | 發行日期                                  | 曲目 |
| ------ | ------------ | -------- | ----------------------------------------- | --- |
| 1st    | 《CreaLife》 | 愛貝克思 | 2021年12月20日(數位) 2021年12月24日(實體) | 曲目 1. 唱歌的時候就變了一個人 2. 我的飛翔 3. Alive 4. 日安日安 5. 如果眼淚會說話 6. 我還是一個人 7. 你過癮嗎 8. 好累 9. 房間裡的雲 10. 水晶船 |

### 單曲
| 年份 | 日期     | 歌曲名稱               | 合唱歌手               | 作詞           | 作曲                   | 附註                                                          |
| 2014 | 7月11日  | 換一個心動             |                        | 賴宛均         | 黃柏勳                 | 收錄於《終極X宿舍電視原聲帶》                                 |
| 2017 | 3月23日  | 膽小鬼                 |                        | 黃偉晉、劉家澤 | 鄭國鋒                 |                                                               |
| 2017 | 8月18日  | 破淚                   | 熊梓淇                 | 筱玖           | 陳宇                   | 網路劇《刺客列傳2 龍血玄黃》片尾曲 收錄於《刺客先生同名專輯》 |
| 2017 | 11月1日  | 斷訊                   | 邱鋒澤                 | 黃偉晉         | 邱鋒澤                 | 收錄於邱鋒澤個人專輯《預言家》                                |
| 2018 | 8月31日  | 世界爆炸前一秒         | 邱鋒澤、陳大天、楊景涵 | 楊景涵         | 邱鋒澤、張暐弘         | 偶像劇《搖滾畢業生》片頭曲 收錄於《搖滾畢業生》影視原聲帶     |
| 2018 | 8月31日  | 好感覺                 | 邱鋒澤、吳心緹         | 楊景涵         | 邱鋒澤、張暐弘、文慧如 | 偶像劇《搖滾畢業生》片頭曲 收錄於《搖滾畢業生》影視原聲帶     |
| 2018 | 8月31日  | 叛徒                   | 邱鋒澤、陳大天、楊景涵 | 楊景涵         | 邱鋒澤、張暐弘、文慧如 | 偶像劇《搖滾畢業生》片頭曲 收錄於《搖滾畢業生》影視原聲帶     |
| 2018 | 8月31日  | 信仰                   | 邱鋒澤、陳大天、楊景涵 | 楊景涵         | 楊景涵                 | 偶像劇《搖滾畢業生》片頭曲 收錄於《搖滾畢業生》影視原聲帶     |
| 2018 | 8月31日  | 偷偷                   |                        | 楊景涵         | 楊景涵                 | 偶像劇《搖滾畢業生》片頭曲 收錄於《搖滾畢業生》影視原聲帶     |
| 2018 | 8月31日  | 繁星                   |                        | 楊景涵         | 楊景涵                 | 偶像劇《搖滾畢業生》片頭曲 收錄於《搖滾畢業生》影視原聲帶     |
| 2019 | 12月6日  | 北極光                 |                        | 黃偉晉         | 黃偉晉                 | 收錄於個人EP《背光旅行》                                      |
| 2020 | 2月12日  | 背光旅行               |                        | 黃偉晉         | 黃偉晉                 | 收錄於個人EP《背光旅行》                                      |
| 2020 | 3月23日  | 我還相信我             |                        | 黃偉晉         | 黃偉晉、韋禮安         | 收錄於個人EP《背光旅行》                                      |
| 2020 | 6月2日   | 前任                   | 采子                   | 黃偉晉、采子   | 張暐弘、邱鋒澤、采子   | 收錄於采子個人專輯《采子喃喃》                                |
| 2020 | 8月8日   | Everyday               | 婁峻碩                 | 黃偉晉、婁峻碩 | 黃偉晉、婁峻碩         |                                                               |
| 2020 | 12月15日 | 潛台詞                 | 邱鋒澤                 | 黃偉晉         | 邱鋒澤、張暐弘         | 收錄於邱鋒澤個人專輯《日環食》                                |
| 2021 | 4月6日   | 好累                   |                        | 蔡健雅、葛大為 | 蔡健雅                 | 收錄於個人專輯《CreaLife》                                    |
| 2021 | 6月29日  | 我還是一個人           |                        | 徐佳瑩         | 徐佳瑩、葛大為         | 收錄於個人專輯《CreaLife》                                    |
| 2021 | 11月5日  | 我的飛翔               |                        | 柯泯薰         | 柯泯薰                 | 收錄於個人專輯《CreaLife》                                    |
| 2021 | 12月20日 | 如果眼淚會說話         |                        | 羽田、謝金林   | 羽田                   | 收錄於個人專輯《CreaLife》                                    |
| 2022 | 1月6日   | 唱歌的時候就變了一個人 |                        | 葛大為         | 陳建騏                 | 收錄於個人專輯《CreaLife》                                    |
| 2022 | 3月10日  | 水晶船                 |                        | 黃偉晉         | 黃偉晉                 | 收錄於個人專輯《CreaLife》                                    |
| 2022 | 5月20日  | 日安日安               |                        | 李焯雄         | 吳獻、Thomas Chuang    | 收錄於個人專輯《CreaLife》                                    |
| 2022 | 9月2日   | 你過癮嗎               |                        | HUSH           | HUSH                   | 收錄於個人專輯《CreaLife》                                    |
| 2023 | 8月8日   | 借你的光               | 林亭翰                 | 林亭翰         | 林亭翰                 | 收錄於林亭翰個人專輯《第二道光》                              |
| 2023 | 9月26日  | 伴                     |                        | 黃偉晉、秦旭章 | 秦旭章                 |                                                               |
| 2023 | 11月1日  | 過去式                 | 邱鋒澤                 | 黃偉晉         | 邱鋒澤、張暐弘         | 收錄於邱鋒澤個人專輯《COIOR Free》                            |
| 2024 | 5月3日   | 最近的遠方             | 陳零九                 | 陳零九         | 陳零九、張暐弘         |                                                               |
| 2025 | 04月15日 | 永遠永遠               | 邱鋒澤                 | 邱鋒澤、黃偉晉 | 邱鋒澤、張暐弘         |                                                               |

### 跨刀創作
| 發行日        | 歌曲名稱 | 演唱者 | 作詞   | 作曲   |
| 2018年4月25日 | 那個她   | 邱鋒澤 | 黃偉晉 | 邱鋒澤 |

## 影視作品

### 音樂錄影帶（MV）
| 日期           | 歌曲名稱       | 演唱者         |
| -------------- | -------------- | -------------- |
| 2016年12月11日 | I Don't Know   | 王詩安         |
| 2017年11月1日  | 斷訊           | 邱鋒澤、黃偉晉 |
| 2017年12月10日 | 斷訊（抒情版） | 邱鋒澤、黃偉晉 |
| 2018年6月24日  | 戒斷           | 劉明湘         |
| 2020年6月2日   | 前任           | 采子、黃偉晉   |
| 2020年8月8日   | Everyday       | 婁峻碩、黃偉晉 |
| 2020年12月15日 | 潛台詞         | 邱鋒澤、黃偉晉 |
| 2023年8月7日   | 借你的光       | 林亭翰、黃偉晉 |
| 2023年11月1日  | 過去式         | 邱鋒澤、黃偉晉 |
| 2024年5月3日   | 最近的遠方     | 陳零九、黃偉晉 |
| 2025年4月15日  | 永遠永遠       | 邱鋒澤、黃偉晉 |

## 連續劇

### 電視劇
| 年份   | 戲劇名稱           | 角色         | 性質                   |
| ------ | ------------------ | ------------ | ---------------------- |
| 2012年 | PM10-AM03          | 黃宏威       | 客串（第1至3、5、7集） |
| 2013年 | 原來是美男         | SpeXial-偉晉 | 客串（第1、5集）       |
| 2013年 | 終極一班3          | 止戈         | 主要角色               |
| 2014年 | 麻辣教師GTO 台灣篇 | 許秈笙       | 主要角色               |
| 2014年 | 終極X宿舍          | 葉聖         | 主要角色               |
| 2014年 | 終極惡女           | 王大衛       | 主要角色               |
| 2016年 | 終極一班4          | 止戈         | 主要角色               |
| 2018年 | 搖滾畢業生         | 池中旭       | 男主角                 |

### 網路劇
| 年份   | 戲劇名稱              | 角色         | 性質                             |
| ------ | --------------------- | ------------ | -------------------------------- |
| 2015年 | 校花的貼身高手 第一季 | 韓濱（小琥） | 主要角色                         |
| 2016年 | 刺客列傳第一季        | 毓埥         | 主要角色                         |
| 2017年 | 終極三國2017          | 止戈 / 劉備  | 第一男主角                       |
| 2018年 | 終極一班5             | 止戈         | 客串（第1至3、19、24、47、50集） |

### 廣播劇
| 年份   | 名稱         | 播出頻道 | 角色       | 性質 | 出演集數         |
| ------ | ------------ | -------- | ---------- | ---- | ---------------- |
| 2021年 | 我的媒人時代 | 988電台  | Lolita弟弟 | 客串 | EP04、07、08、10 |

## 電影

### 微電影
| 年份   | 戲劇名稱   | 角色         | 性質                     |
| ------ | ---------- | ------------ | ------------------------ |
| 2012年 | 一百分的吻 | 高中時期男友 | 客串（只在回憶畫面出現） |

### 網路電影
| 年份   | 戲劇名稱             | 角色   | 性質 |
| ------ | -------------------- | ------ | ---- |
| 2017年 | 異能事務所之嗜血判官 | 聶隱蒼 |      |

### 電影配音
| 台灣上演日期  | 電影名稱   | 角色                   | 性質 | 語言 |
| ------------- | ---------- | ---------------------- | ---- | ---- |
| 2021年2月26日 | 100%小狼人 | ㄟ辣姐(Twitchy)        | 配角 | 中文 |
| 2022年3月11日 | 青春養成記 | 傑西（Jesse，4＊Town） | 配角 | 中文 |

## 出版物

### 寫真
| 發行日       | 出版社   | 書名                         |
| ------------ | -------- | ---------------------------- |
| 2015年8月1日 | 台灣角川 | SpeXial Life 泰青春寫真遊記  |
| 2017年2月9日 | 台灣角川 | SpeXial Okinawa 沖繩寫真遊記 |

### 電視刊物
| 發行日         | 出版社   | 書名                          |
| -------------- | -------- | ----------------------------- |
| 2013年7月10日  | 水靈文創 | 《終極一班3 酷帥寫真》        |
| 2013年8月4日   | 水靈文創 | 《終極一班3 戰力筆記書》      |
| 2013年10月27日 | 水靈文創 | 《終極一班3 閃光戰鬥寫真》    |
| 2014年7月14日  | 水靈文創 | 《終極X宿舍 電視寫真》        |
| 2014年11月15日 | 水靈文創 | 《終極惡女 人物誌》           |
| 2014年12月23日 | 水靈文創 | 《終極惡女 故事寫真》         |
| 2015年1月26日  | 水靈文創 | 《終極惡女 決戰銅時空筆記書》 |

## 音樂會

### 個人音樂會
| 日期           | 名稱                                                     | 場地                                                           |
| 2018年5月27日  | 黃偉晉《灰%》音樂會                                      | Clapper Studio(三創生活園區)                                   |
| 2020年8月7日   | 黃偉晉《背光旅行》音樂會                                 | Clapper Studio(三創生活園區)                                   |
| 2020年8月8日   | 黃偉晉《背光旅行》音樂會                                 | Clapper Studio(三創生活園區)                                   |
| 2021年3月21日  | 《Lullaby 啦啦唄》生日音樂會                             | Witch House 女巫店                                             |
| 2021年11月26日 | 黃偉晉《暗室說》讚聲音樂會                               | Legacy Taipei                                                  |
| 2022年9月18日  | 黃偉晉【CreaLife Live Tour】首張個人專輯演唱會〔台北場〕 | Legacy Taipei                                                  |
| 2022年11月12日 | 黃偉晉【CreaLife Live Tour】首張個人專輯演唱會〔高雄場〕 | 後台Backstage Live                                             |
| 2022年11月13日 | 黃偉晉【CreaLife Live Tour】首張個人專輯演唱會〔台中場〕 | Legacy Taichung                                                |
| 2023年11月4日  | 黃偉晉【CreaLife Live Tour】首張個人專輯演唱會〔香港場〕 | TWGHs TungPo Kitty Woo Stadium （東華三院東蒲 胡李名靜體育館） |
| 2023年11月5日  | 黃偉晉【CreaLife Live Tour】首張個人專輯演唱會〔香港場〕 | TWGHs TungPo Kitty Woo Stadium （東華三院東蒲 胡李名靜體育館） |
| 2025年5月3日   | 黃偉晉【Welcome to Wayne’s House Party – Fan Concert】   | Legacy Taipei                                                  |

### 巡演音樂會
| 名稱                                              | 日期                 | 場地                              |
| 《infinity 永遠永遠》邱鋒澤X黃偉晉 亞洲巡迴音樂會 | 2025年06月07日       | 新加坡站-The theatre at Mediacorp |
| 《infinity 永遠永遠》邱鋒澤X黃偉晉 亞洲巡迴音樂會 | 2025年06月15日       | 台北站-Legacy TERA                |
| 《infinity 永遠永遠》邱鋒澤X黃偉晉 亞洲巡迴音樂會 | 2025年07月26日、27日 | 香港站-麥花臣場館                 |
| 《infinity 永遠永遠》邱鋒澤X黃偉晉 亞洲巡迴音樂會 | 2025年08月10日       | 馬來西亞站-ZEPP KL                |
| 《infinity 永遠永遠》邱鋒澤X黃偉晉 亞洲巡迴音樂會 | 2025年08月30日       | 上海站-萬代南夢宮夢想劇場         |

### 見面會
| 日期          | 名稱                                           | 場地                          |
| 2023年3月6日  | 《黃偉晉與小鋼盔一步一腳印小聚會》             | 香港荃灣華力工業中心ROOM.10F  |
| 2023年12月3日 | 《你眼中最好的我 斷訊六週年粉絲見面會》        | 三創生活園區5F Clapper Studio |
| 2024年4月7日  | 《相互為伴 黃偉晉香港粉絲見面會》              | 香港中環大館賽馬會立方        |
| 2025年7月25日 | 《黃偉晉「最高」！亞洲首個空中藝人見面會2025》 | 大灣區航空客機上              |

## 個人獎項紀錄
| 年份   | 典禮                | 作品             | 獎項                   | 入圍             | 結果 |
| ------ | ------------------- | ---------------- | ---------------------- | ---------------- | ---- |
| 2022年 | 2022 Hito流行音樂獎 | 《CreaLife》     | Hito潛力男聲           | 《CreaLife》     | 獲獎 |
| 2023年 | 第58屆金鐘獎        | 《哈囉！毛小孩》 | 益智及實境節目主持人獎 | 《哈囉！毛小孩》 | 提名 |

## 外部連結
- 黃偉晉的Facebook專頁
- 黃偉晉的Instagram帳戶
- YouTube上的黃偉晉頻道
- 黃偉晉的新浪微博
- 黃偉晉個人官方Threads （页面存档备份，存于）